# Rio de Moinhos (Borba)
Rio de Moinhos is een plaats (freguesia) in de Portugese gemeente Borba en telt 2 271 inwoners (2001).